# WORDS OF LOVE
「WORDS OF LOVE」（ワーズ・オブ・ラヴ）は、酒井法子の楽曲。自身の33作目のシングルとして、2000年4月5日にビクターエンタテインメントより発売された。

## 背景
表題曲は原由子が作詞・作曲を担当し、コーラスでも参加している。1999年7月に長男が誕生したことに伴い産前産後休業をとっていた酒井の復帰第1弾シングルとなった。産休前の1999年4月に発表された前作「PURE」以来1年ぶりのシングル。

## 収録曲
- 収録時間：20:09

1. WORDS OF LOVE (4:28)
（作詞・作曲：原由子　編曲：本山晴一郎）
カネボウ化粧品「フレッシュホワイトC」イメージソング。また、朝日放送系旅番組『朝だ!生です旅サラダ』エンディングテーマ[1]。
2. Miss You (5:16)
（作詞：川村真澄　作曲・編曲：村山晋一郎）
切ない恋心を歌ったミディアムバラード[1]。
3. WORDS OF LOVE（オリジナル・カラオケ）
4. Miss You（オリジナル・カラオケ）

## 収録アルバム
- 大好き 〜My Moments Best〜（#1）[7]
- NORIKO BOX 30th Anniversary Mammoth Edition（#1,#2）[8]
- Premium Best